# Optimusz fővezér
Optimusz fővezér egy kitalált karakter a Transformers univerzumban, ahol ő a jó szándékú, alapvetően békére és együttműködésre törekvő Autobotok vezére.

## Története

### G1képregény
Miután a Kibertron bolygón kitört a háború az Autobotok és az Álcák között, az Álcák győzelmet győzelemre halmoztak. Optimusz azonban az Autobotok élére állt, és megfordította a csaták kimenetelét. Így az Autobotok egyöntetűen őt választották meg fővezérnek.
Szerette volna minél hamarább befejezni a háborút, ezért elment Boltax városába, hogy megszerezze az univerzum összes tudását tartalmazó Alapbázist, de ez nem sikerült neki. Az Alapbázis kilökődött a világűrbe és úgy tűnt örökre nyoma veszett.
Miután a háborútól felszabaduló energiától a Kibertron letért a pályájáról és egy veszélyes aszteroida mező felé közeledett, Optimusz fővezér néhány bátor katonája kíséretében elhagyta a bolygót a Bárka nevű űrhajóval, hogy elpusztítsa az űrből leselkedő veszélyt. Azonban az Álcák rajtuk ütöttek Megatronnal az élen. Optimusz, hogy elpusztítsa ellenségeit, kényszerleszállást hajtott végre a Föld nevű bolygón. Évmilliók teltek el, mire a Bárka újraélesztette őt és harcosait. Új alakja egy kamion lett, hogy könnyebben be tudjon illeszkedni a Föld "értelmes" életformái közé. A Bárka ekkor még nem tudta, hogy a bolygón nem a gépek az uralkodó faj.
Egy Álcák elleni csata során Optimusz és a Védőrobotok egy földi kutatólaboratóriumba kerültek, ahol egy nagyteljesítményű szuperszámítógép is volt, mellyel a kezelője naphosszat csak játszott. A kezelő felajánlotta, hogy a csatát ne élőben, hanem virtuálisan, a videójáték segítségével játsszák le. A vesztesnek pedig a valóságban is meg kell halni! Optimusz fővezér a Védőrobotokkal, míg Megatron a Csatarobotokkal indult neki a harcnak. Megatron azonban csalt a játékban, és lelökte Optimuszt egy szakadékba. Mikor Optimusz kimászott a szakadékból véletlenül megölt néhány számítógépes lényt is. Ezután elpusztította Megatront. Bár a csatát ő nyerte, mégis felajánlotta a győzelmet Megatronnak, mivel a valóságban nem hagyta volna, hogy miatta ártatlanok is meghaljanak. Így a számítógép kezelő elpusztította Optimuszt, előtte azonban titokban lementette a fővezér tudatát egy floppy lemezre. A csata után az autobotok meggyászolták vezérüket, testét újjáépítették, de ismét életre kelteni már nem sikerült nekik. A halott testet kilőtték a világűrbe. Nem tudták azonban, hogy Optimusz teste rejti a Teremtő Mátrixot!
A Nebulos bolygón a nebulosiak új testet építtettek neki, életre keltették a floppy lemez segítségével és bináris kapcsolatba lépett egy ottani emberrel, Hi-Q-val. Így Optimusz is erőmesterré vált. Az új alakja egy modernebb kamion lett.
Az Unikron elleni csatában hősiesen harcolt, de a harc során ő is elpusztult, társa Hi-Q azonban életben maradt. A sok együtt töltött év során Optimusz személyisége átmásolódott hűséges társába. Kibertronon az Utolsó Autobot Hi-Q segítségével újrateremtette Optimuszt egy új, tökéletes formában.

### Beast-korszak
Az ebben a sorozatban szereplő Optimus(z) falkavezér (Optimus Primal) nem Optimusz Fővezér, hanem az autobotok utódai, a Maximálok vezetője, aki tiszteletből vette fel Optimusz nevét. A történet folyamán, később felbukkan a valódi Optimusz is, aki a Bárkában fekszik a többi autobottal, még az őskor idején (Transformers G1).

### Transformers mozifilmek
Optimusz egykori mentora, Őrszem fővezér eltűnése után átvette az Autobotok vezetését, de a Kibertron tönkretételét és a túlerő miatt bekövetkező lassú vereséget csak elodázni tudta. Mindent megváltoztatott, amikor előkerült a Földön egy ősi tárgy, az Örök Szikra, ami képes új alakváltó élet létrehozására. Űrdongó hívására így a fővezér a Földre jött, hogy felkutassák a tárgyat, mielőtt azt az Álcák találják meg. A csata során az emberekkel szövetségben jelentős győzelmet arattak: az Örök Szikra ugyan elpusztult, de legyőzték Megatront, az Álcák vezetőjét. Az Autobotok a Földön maradtak.
A második részben az Álcák revansot vesznek, és Megatron vezetésével sikerül megölniük Optimuszt, azonban Sam Witwicky az Irányítás Mátrixa segítségével feltámasztja.
A harmadik részben Optimusz újra legyőzi Megatront, valamint megöli egykori mentorát, Őrszemet is, mivel az paktumot kötött az Álcákkal, és segített nekik leigázni a Földet.
A negyedik részben bujkál az emberek elől, akik a Vesztegzár nevű semleges (se nem Álca, se nem Autobot) alakváltó fejvadásszal szövetségben az Álcákat és az Autobotokat is megpróbálják kiirtani, hogy tökéletesített ember-irányította hadigépeket készítsenek belőlük. Vesztegzár a Teremtőknek nevezett, ismeretlen kilétű lényeknek dolgozik, akik állítása szerint Optimuszt és az alakváltókat építették, ám Optimusz fejét követelik, mivel az Autobot vezér fellázadt ellenük és nem tett meg valamiféle erkölcstelen dolgot, amit követeltek tőle (ez valószínűleg az élő bolygók kiberformálásának folytatása transzformium-bombákkal, ami a már kialakult élet elpusztításával jár; de határozottan nem derül ki). Optimusz kis híján meghal egy ütközetben, elmenekül, de deaktiválódik; mígnem egy emberi hulladékgyűjtő-feltaláló megtalálja a roncsát és kijavítja. Mivel Vesztegzár és szövetségesei újra megtalálják őket, erősítést kér a Dinobotoktól és legyőzik az Álcákat is, és Vesztegzár csoportját is. Optimusz személyesen küzd meg Vesztegzárral, és feltaláló szövetségese segítségével megöli. Végül úgy dönt megkeresi a Teremtőket, hogy hagyják békén a Földet.
Az ötödik részben Optimusz találkozik teremtőjével, Quintessával, aki saját irányítása alá vonja, Nemezis Fővezérként és a Földre küldi hogy hozza el neki a botot, aminek segítségével kiszívják a Föld, vagyis Unikron energiáját hogy helyreállítsák az elpusztult Kibertront. Optimusz a Földön harcba keveredik Űrdongóval, akinek hangja hatására visszanyeri emlékeit és Quintessa egykori lovagjai, valamint az Autobotok segítségével legyőzik az Álcákat és Quintessát, majd visszatérnek a Kibertronra.

### Unicron Trilogy

#### Armada, Energon és Cybertron
Az Unikron Trilógiában Optimusz Fővezér (Armadában Optimus Prime és az Energonban, illetve a Cybertron első szinkronjában Első Optimusz) kamionná és tűzoltóautóvá alakult.
Az Armadában miután az Álcák el akarták pusztitani a bolygót Optimusz az életét adja a Föld megmentéséért, a sorozat végén lemond a Vezetés Mátrixáról, miután Galvatron feláldozza magát a Kibertronért.

##### Csapata tagjai
Armada
- Nagymenő (Hot Shot)
- Géptűz (Jetfire)
- Riadó (Red Alert)
- Füstfüggöny/ Csörlő (Smokescreen/ Hoist)
- Dögevő (Scavenger)
- Homály (Blurr)
- Sűrű (Sideswipe)

Energon
- Tűzgolyó (Hot Shot)
- Lángcsóva (Jetfire)
- Vasököl (Ironhide)
- Golyózápor/ Úttorlasz (Inferno/ Roadblock)
- Rodimusz (Rodimus)
- Taposóakna (Landmine)
- Portyázó (Prowl)
- Éleskés/ Éleskard (Wing Dagger/ Wing Saber)
- Tűzfal (Bulkhead)
- Lejtő (Downshift)
- Sziklamászó (Cliffjumper)
- Szuperion (Superion Maximus)
- Végső Omega (Omega Supreme)
- Szélvész (Arcee)
- Bicepsz (Strongarm)
- Légörvény (Skyblast)
- Jelzőfény (Signal Flare)

Cybertron
- Tűzgolyó (Hot Shot)
- Röptűz (Jetfire)
- Gránátfej/Taposóakna (Landmine)
- Sörét (Scattershot)
- Generál/ Vasmacska (Overhaul/ Leobreaker)
- Riadó (Red Alert)
- Éleskard (Wing Saber)
- Vektor Fővezér (Vector Prime)

### Aligned continuity family

#### Transformers Prime
Egyszer régen még a Kibertronon (Cybertronon), az aranykor utolsó napjaiban Optimusz és Megatron akkor még nem voltak ellenségek. Optimusz sem volt mindig fővezér (Prime). Sőt az Optimusz nevet sem születése óta viseli. Egyszerű hivatalnok volt, aki az Iacon archívumot vezette, úgy hívták: Orion Pax. Ahogy egyre többet tudott meg a bolygó múltjáról, annál nagyobb aggodalommal figyelte a vezetést behálózó korrupciót, és a társadalmat megosztó egyenlőtlenséget. De élt egy gladiátor, akinek a nézeteit szimpatikusnak találta. Egy olyanét, aki felvette a 13 fővezér (Prime) egyikének a nevét. Ő volt Megatronus. Megatronus felesküdött, hogy megváltoztatja a Kibertron (Cybertron) vezetését, és egyenlőséget követelt a közösség minden tagjának. Ez a bátor forradalmár csakhamar rengeteg támogatót szerzett, köztük Fülelő (Soundwave) parancsnokot. Orion felvette a kapcsolatot Megatronusszal, aki tudtán kívül a mentorává vált. Ahogy otthagyta a sportarénát, hogy politikai pályára lépjen, Megatronus lerövidítette a nevét. Nem sokkal később már Megatronként a vezetőtanács elé terjesztette az elképzelését az igazságos és egyenlő társadalomról és lassan megmutatta, hogy milyen is ő valójában. Kijelentette, hogy a régi vezetést csak erővel lehet megdönteni és követelte, hogy őt jelöljék ki a következő fővezérnek (Primenak). Orion azonban nem hitt az erőszakos igazságtételben. Eme józan hang nem volt hatástalan a tanács tagjaira, akik megilletődve konstatálták, hogy a Kibertron (Cybertron) hosszú fennállása óta végre jött valaki, aki méltó rá, hogy fővezér (Prime) legyen. Ám eme megtisztelő nevet csak akkor vehette fel, ha Orion kiérdemli a legendás Vezetés Mátrixát. Vágyai beteljesülésétől megfosztva Megatron minden kapcsolatát megszakította Orionnal és a tanáccsal. Az általa  Álcáknak deklarált seregével háborút indított mindazok ellen, akik nem hajtottak fejet előtte. Megesküdött rá, hogy megszerzi magának a Mátrixot bárhol rejtőzzön is. A háború végül az egész Kibertront (Cybertront) romba döntötte, magváig megmérgezve a bolygót. Orion oda utazott, hátha valahogy visszafordíthatja ezt a szörnyű folyamatot és szemtől szembe találta magát minden kibertroni (cybertroni) élet atyjával, Prímusszal (Primusszal). Az elgyötört Prímusz (Primus) megérezte Orionban a jóságot és a gondjaira bízta a Mátrixot. Ebben a pillanatban a meglepett és szerény Orion Pax Optimusszá változott. Ő lett az utolsó fővezér (Prime).

#### Transformers: Robots in Disguise
Miután Optimusz feláldozta a szikráját (mivel a Transformers: Robots in Disguise a Transformers: Prime folytatása) , azért, hogy Kibertron ujjáéledjen, a Fővezérek csarnokába került. Itt Micronus fővezér tanította. Itt megérezte, hogy közeleg a veszély és kérte a fővezéreket, hogy a szikrájuk felét adják át. Miután ez megtörtént, visszamegy a Földre és találkozik régi barátjával, Űrdongóval és a csapatával. Később kiderül, hogy a fenyegetés maga Megatronus fővezér, "A Bukott", és az első Álca. Optimuszék hosszú harc után legyőzik. Később megküzd az Álcák szigetével, Üstökössel, és a főtanáccsal is, akik valójában Álcák. A sorozat végén visszavonul. Ez afféle lezárása a történetnek.

## Képességei
A képregény a legerősebb és legintelligensebb autobotként jellemzi; aki „kétezer tonna felemelésére képes. Lézerágyújával halálos pontossággal eltalálja a húsz kilométer távolban elhelyezkedő célt. Antennája révén 30 kilométeren belül valamennyi autobottal kapcsolatot tud teremteni.”. Továbbá, s mind a rajzfilmekben, mind a mozifilmekben, mind a képregényben, – legalábbis az óriási „kombo-robotok” megjelenéséig – ő a legnagyobb és legerősebb autobotok, sőt alakváltók egyike, az egyedüli, aki párviadalban sikerrel szállhat szembe Megatronnal. Az első élőszereplős mozifilmben ennek ellenére Megatron erősebbnek bizonyul.
A G1 rajzfilmben csuklóiból egy energiából álló kardpengét tud kipattintani, az egyik epizódban ezzel harcol Megatron energiabuzogánya ellen. Ezt a képességét a mozifilmekbe is átörökítették, számtalan ellenségével (így pl. Csonttörővel az első filmben) ez a penge végez, bár a filmben fémből áll, az (időnként látható) energiaburkolat csak az erejének a növelésére szolgál.
Optimusz földi alakja kamion, a képregényben és rajzfilmekben egy "buldogfülkés" Mack, az első három mozifilmben egy "csőrös" Peterbilt 379, a negyedik és ötödik részben egy szintén csőrös Western Star 5700, az ŰrDongó című filmben egy buldog Freightliner. Egész pontosan nyerges vontató, akinek a képregényben és rajzfilmben (fél)pótkocsija is van, az első két mozifilmben viszont anélkül szerepel. A harmadik mozifilmben ellenben már van pótkocsija is, ami egyébként megsemmisül. A két újabb filmben megint csak nincs. A (G1) rajzfilmekben a pótkocsijában egy nagyteljesítményű és igen pontos lézerágyú, valamint egy robotszonda van elrejtve (utóbbi az egyik részben elpusztul), de gyakran láthatóak olyan jelenetek is, amikor jármű alakot felvett autobot társait szállítja benne.
A (Marvel G1) képregényben az alakváltók nebulosi kalandjai után „bináris kapcsolatban” áll Hi-Q-val, egy nebulosi őslakóval (akik teljesen emberszerűek). Az egyik autobot (Agytröszt) által kidolgozott eme eljárás során a gépi és a szerves lények egy közös organizmusként képesek működni.

## Szinkronhangok
| Név           | Magyar Név                   | Eredeti hang             | Magyar hang                                              | Sorozat/Film                                                | Év        |
| ------------- | ---------------------------- | ------------------------ | -------------------------------------------------------- | ----------------------------------------------------------- | --------- |
| Optimus Prime | Optimus Prime                | Peter Cullen             | TBA                                                      | Transformers G1                                             | 1984-1987 |
| Optimus Prime | Optimus Prime                | Peter Cullen             | Kránitz Lajos (1. szinkron) F. Nagy Zoltán (2. szinkron) | Transformers                                                | 1986      |
| Optimus Prime | TBA                          | Neil Kaplan              | TBA                                                      | Transformers: Robots in Disguise                            | 2001      |
| Optimus Prime | Optimus Prime                | Garry Chalk              | Bolla Róbert                                             | Transformers: Armada                                        | 2002-2003 |
| Optimus Prime | Első Optimus                 | Garry Chalk              | Barbinek Péter                                           | Transformers: Energon                                       | 2004-2005 |
| Optimus Prime | Első Optimus/Optimus Fővezér | Garry Chalk              | Barbinek Péter                                           | Transformers: Cybertron                                     | 2005-2006 |
| Optimus Prime | Első Optimus                 | Garry Chalk              | Vass Gábor                                               | Transformers: Első Optimus Megatron Ellen – A Végső Ütközet | 2007      |
| Optimus Prime | TBA                          | David Kaye               | TBA                                                      | Transformers: Animated                                      | 2007-2009 |
| Optimus Prime | Optimus Fővezér              | Peter Cullen             | Kristóf Tibor                                            | Transformers                                                | 2007      |
| Optimus Prime | Optimus Fővezér              | Peter Cullen             | Szélyes Imre                                             | Transformers: A bukottak bosszúja                           | 2009      |
| Optimus Prime | Optimus Prime                | Peter Cullen             | Szélyes Imre                                             | Transformers: Prime                                         | 2010-2013 |
| Optimus Prime | Optimus Fővezér              | Peter Cullen             | Szélyes Imre                                             | Transformers 3.                                             | 2011      |
| Optimus Prime | Optimus Vezér                | Peter Cullen             | Barbinek Péter, Németh Gábor                             | Transformers Mentő Botok                                    | 2012-2016 |
| Optimus Prime | Optimus Prime                | Peter Cullen             | TBA                                                      | Transformers Prime Beast Hunters: Predacons Rising          | 2013      |
| Optimus Prime | Optimus Fővezér              | Peter Cullen             | Szélyes Imre                                             | Transformers: A kihalás kora                                | 2014      |
| Optimus Prime | Optimus Prime                | Peter Cullen             | Szélyes Imre                                             | Transformers: Robots in Disguise                            | 2015-2017 |
| Optimus Prime | Optimus Prime                | Jon Bailey, Peter Cullen | TBA                                                      | Transformers: Prime Wars Trilogy                            | 2016-2018 |
| Optimus Prime | Optimus Fővezér              | Peter Cullen             | Szélyes Imre                                             | Transformers: Az utolsó lovag                               | 2017      |
| Optimus Prime | Optimus Fővezér              | Peter Cullen             | Szélyes Imre                                             | ŰrDongó                                                     | 2018      |
| Optimus Prime | Optimus Prime                | Jake Tillman             | Szélyes Imre                                             | Transformers: Cyberverse                                    | 2018-2021 |
| Optimus Prime | Optimus Prime                | Hiro Diaz, Jake Tillman  | Barbinek Péter                                           | Transformers: Mentő Bot Akadémia                            | 2019-2021 |
| Optimus Prime | Optimus Prime                | Jake Foushee             | TBA                                                      | Transformers: Háború Kibertron bolygójáért trilógia         | 2020-2021 |
| Optimus Prime | Optimus Fővezér              | Alan Tudyk               | Szélyes Imre (1-10. rész) Horányi László (11. résztől)   | Transformers: FöldSzikra                                    | 2022-     |
| Optimus Prime | Optimus Fővezér              | Peter Cullen             | Horányi László                                           | Transformers: A fenevadak kora                              | 2023      |
| Optimus Prime | Orion Pax / Optimus Fővezér  | Chris Hemsworth          | Makranczi Zalán                                          | Transformers Egy                                            | 2024      |